# Barbara Hansel
Barbara Hansel (Oberndorf bei Salzburg, 18 de septiembre de 1983) es una deportista austríaca que compitió en voleibol, en la modalidad de playa. Ganó una medalla de plata en el Campeonato Europeo de Vóley Playa de 2011.

## Palmarés internacional
| Campeonato Europeo | Campeonato Europeo     | Campeonato Europeo | Campeonato Europeo |
| Año                | Lugar                  | Medalla            | Pareja             |
| ------------------ | ---------------------- | ------------------ | ------------------ |
| 2011               | Kristiansand (Noruega) | Medalla de plata   | Sara Montagnolli   |